# بازسازی‌گرایی
بازسازی‌گرایی (به انگلیسی: Reconstructivism) یک نظریه فلسفی با این رویکرد است که جوامع باید به‌طور مداوم خود را اصلاح کنند تا بتوانند حکومت‌ها یا شبکه‌های اجتماعی بهتری ایجاد کنند. این نظریه شامل ترکیب یا زمینه‌سازی مجدد ایده‌های حاصل از فلسفه واسازی است که در آن یک سیستم یا رسانه موجود به کوچک‌ترین عناصر معنادارش تجزیه می‌شود، و در آن از این عناصر برای ساخت یک سیستم یا رسانه جدید عاری از محدودیت‌های نسخه اصلی موجود استفاده می‌شود.
برخی از متفکران تلاش کرده‌اند اصطلاح بازسازی‌گرایی را به جنبش هنری پسامدرن نسبت دهند. کریس سونامی در مقاله «مقالات هنری: هنر بازسازی‌گرا» هنر بازسازی‌گرا به شرح زیر توصیف کرده است:
یک اثر هنری بازسازی‌گرا بر اساس آثار هنری و تکنیک‌های ساختارشکنانه قبلی بنا می‌شود، اما آن‌ها را با هدف خلق آثاری با احساسات و اهمیت واقعی، با مضامین و ساختارهای کلاسیک تطبیق می‌دهد. به این ترتیب بازسازی‌گرایی سرزندگی و اصالت ساختارشکنی را با آسایش، لذت‌ها و پاداش‌های کلاسیک‌گرایی ترکیب می‌کند. هدف کلی بازسازی‌گرایی، بیدار کردن دوباره حس واقعیت در جهانی است که در آن همه چیز به‌عنوان یک توهم نشان داده شده است.
یکی از مثال‌هایی که سونامی از این تکنیک ارائه می‌دهد، روشی است که برخی از موسیقی‌های مدرن، نمونه‌های تجزیه‌شده از موسیقی قدیمی‌تر را در خود جای می‌دهند و آن‌ها را به شیوه‌ای جدید به‌عنوان بخشی از یک آهنگ‌سازی جدید ترکیب و تنظیم می‌کنند.